# BAFTA al miglior attore non protagonista
Il BAFTA al miglior attore non protagonista (BAFTA Award for Best Actor in a Supporting Role) è un premio annuale, promosso dal BAFTA a partire dal 1969, che premia l'attore che più si è distinto nell'interpretazione in un ruolo non protagonista, in una pellicola cinematografica dell'anno precedente. L'albo d'oro è pertanto riferito all'anno di produzione della pellicola.

## Albo d'oro

### Anni 1960
- 1969
  - Ian Holm - The Bofors Gun
  - George Segal - Non si maltrattano così le signore (No Way to Treat a Lady)
  - John McEnery - Romeo e Giulietta (Romeo and Juliet)
  - Anthony Hopkins - Il leone d'inverno (The Lion in Winter)

### Anni 1970
- 1970
  - Laurence Olivier - Oh, che bella guerra! (Oh! What a Lovely War)
  - Robert Vaughn - Bullitt (Bullitt)
  - Jack Nicholson - Easy Rider - Libertà e paura (Easy Rider)
  - Jack Klugman - La ragazza di Tony (Goodbye, Columbus)
- 1971
  - Colin Welland - Kes (Kes)
  - John Mills - La figlia di Ryan (Ryan's Daughter)
  - Bernard Cribbins - Quella fantastica pazza ferrovia (The Railway Children)
  - Gig Young - Non si uccidono così anche i cavalli? (They Shoot Horse, Don't They?)
- 1972
  - Edward Fox - Messaggero d'amore (The Go-Between)
  - John Hurt - L'assassino di Rillington Place n. 10 (10 Rillington Place)
  - Ian Hendry - Carter (Carter)
  - Michael Gough - Messaggero d'amore (The Go-Between)
- 1973
  - Ben Johnson - L'ultimo spettacolo (The Last Picture Show)
  - Max Adrian - Il boy friend (The Boy Friend)
  - Robert Duvall - Il padrino (The Godfather)
  - Ralph Richardson - Peccato d'amore (Lady Caroline Lamb)
- 1974
  - Arthur Lowe - O Lucky Man! (O Lucky Man!)
  - Michael Lonsdale - Il giorno dello sciacallo (The Day of the Jackal)
  - Denholm Elliott - Casa di bambola (A Doll's House)
  - Ian Bannen - Riflessi in uno specchio scuro (The Offence)
- 1975
  - John Gielgud - Assassinio sull'Orient Express (Murder on the Orient Express)
  - John Huston - Chinatown (Chinatown)
  - Randy Quaid - L'ultima corvé (The Last Detail)
  - Adam Faith - Stardust: Una stella nella polvere (Stardust)
- 1976
  - Fred Astaire - L'inferno di cristallo (The Towering Inferno)
  - Burgess Meredith - Il giorno della locusta (The Day of the Locust)
  - Jack Warden - Shampoo (Shampoo)
  - Martin Balsam - Il colpo della metropolitana (Un ostaggio al minuto) (The Taking of Pelham One Two Three)
- 1977
  - Brad Dourif - Qualcuno volò sul nido del cuculo (One Flew Over the Cuckoo's Nest)
  - Martin Balsam – Tutti gli uomini del presidente (All the President's Men)
  - Michael Hordern – La scarpetta e la rosa (The Slipper and the Rose: The Story of Cinderella)
  - Jason Robards – Tutti gli uomini del presidente (All the President's Men)
- 1978
  - Edward Fox - Quell'ultimo ponte (A Bridge Too Far)
  - Colin Blakely – Equus
  - Robert Duvall – Quinto potere (Network)
  - Zero Mostel – Il prestanome (The Front)
- 1979
  - John Hurt - Fuga di mezzanotte (Midnight Express)
  - Gene Hackman – Superman
  - Jason Robards – Giulia (Julia)
  - François Truffaut – Incontri ravvicinati del terzo tipo (Close Encounters of the Third Kind)

### Anni 1980
- 1980
  - Robert Duvall - Apocalypse Now
  - Denholm Elliott – Saint Jack
  - John Hurt – Alien
  - Christopher Walken – Il cacciatore (The Deer Hunter)
- 1981
  - non assegnato
- 1982
  - Ian Holm - Momenti di gloria (Chariots of Fire)
  - Denholm Elliott – I predatori dell'arca perduta (Raiders of the Lost Ark)
  - John Gielgud – Arturo (Arthur)
  - Nigel Havers – Momenti di gloria (Chariots of Fire)
- 1983
  - Jack Nicholson - Reds
  - Frank Finlay – Prigioniero del passato (The Return of the Soldier)
  - Edward Fox – Gandhi
  - Roshan Seth – Gandhi
- 1984
  - Denholm Elliott - Una poltrona per due (Trading Places)
  - Bob Hoskins – Il console onorario (The Honorary Consul)
  - Burt Lancaster – Local Hero
  - Jerry Lewis – Re per una notte (The King of Comedy)
- 1985
  - Denholm Elliott, Pranzo reale (A Private Function)
  - Michael Elphick – Gorky Park
  - Ian Holm – Greystoke - La leggenda di Tarzan, il signore delle scimmie (Greystoke: The Legend of Tarzan, Lord of the Apes)
  - Ralph Richardson – Greystoke - La leggenda di Tarzan, il signore delle scimmie (Greystoke: The Legend of Tarzan, Lord of the Apes)
- 1986
  - Denholm Elliott - Dossier confidenziale (Defence of the Realm)
  - Saeed Jaffery – My Beautiful Laundrette - Lavanderia a gettone (My Beautiful Laundrette)
  - James Fox – Passaggio in India (A Passage to India)
  - John Gielgud – Plenty
- 1987
  - Ray McAnally - Mission (The Mission)
  - Klaus Maria Brandauer – La mia Africa (Out of Africa)
  - Simon Callow – Camera con vista (A Room with a View)
  - Denholm Elliott – Camera con vista (A Room with a View)
- 1988
  - Daniel Auteuil - Jean de Florette
  - John Thaw – Grido di libertà (Cry Freedom)
  - Ian Bannen – Anni '40 (Hope and Glory)
  - Sean Connery – The Untouchables - Gli intoccabili (The Untouchables)
- 1989
  - Michael Palin - Un pesce di nome Wanda (A Fish Called Wanda)
  - Peter O'Toole – L'ultimo imperatore (The Last Emperor)
  - Joss Ackland – Misfatto bianco (White Mischief)
  - David Suchet – Un mondo a parte (A World Apart)

### Anni 1990
- 1990
  - Ray McAnally - Il mio piede sinistro (My Left Foot)
  - Jack Nicholson – Batman
  - Marlon Brando – Un'arida stagione bianca (A Dry White Season)
  - Sean Connery – Indiana Jones e l'ultima crociata (Indiana Jones and the Last Crusade)
- 1991
  - Salvatore Cascio - Nuovo Cinema Paradiso
  - Alan Alda – Crimini e misfatti (Crimes and Misdemeanors)
  - Al Pacino – Dick Tracy
  - John Hurt – Il campo (The Field)
- 1992
  - Alan Rickman - Robin Hood - Principe dei ladri (Robin Hood: Prince of Thieves)
  - Andrew Strong – The Commitments
  - Derek Jacobi – L'altro delitto (Dead Again)
  - Alan Bates – Amleto (Hamlet)
- 1993
  - Gene Hackman - Gli spietati (Unforgiven)
  - Jaye Davidson – La moglie del soldato (The Crying Game)
  - Tommy Lee Jones – JFK - Un caso ancora aperto (JFK)
  - Samuel West – Casa Howard (Howards End)
- 1994
  - Ralph Fiennes - Schindler's List - La lista di Schindler
  - Tommy Lee Jones – Il fuggitivo (The Fugitive)
  - John Malkovich – Nel centro del mirino (In the Line of Fire)
  - Ben Kingsley – Schindler's List - La lista di Schindler
- 1995
  - Samuel L. Jackson - Pulp Fiction
  - Simon Callow - Quattro matrimoni e un funerale (Four Weddings and a Funeral)
  - John Hannah - Quattro matrimoni e un funerale (Four Weddings and a Funeral)
  - Paul Scofield - Quiz Show
- 1996
  - Tim Roth - Rob Roy
  - Ian Holm - La pazzia di Re Giorgio (The Madness of King George)
  - Martin Landau - Ed Wood
  - Alan Rickman - Ragione e sentimento (Sense and Sensibility)
- 1997
  - Paul Scofield - La seduzione del male (The Crucible)
  - John Gielgud – Shine
  - Edward Norton – Schegge di paura (Primal Fear)
  - Alan Rickman – Michael Collins
- 1998
  - Tom Wilkinson - Full Monty - Squattrinati organizzati (The Full Monty)
  - Mark Addy – Full Monty - Squattrinati organizzati (The Full Monty)
  - Rupert Everett – Il matrimonio del mio migliore amico (My Best Friend's Wedding)
  - Burt Reynolds – Boogie Nights - L'altra Hollywood (Boogie Nights)
- 1999
  - Geoffrey Rush - Elizabeth
  - Ed Harris – The Truman Show
  - Geoffrey Rush – Shakespeare in Love
  - Tom Wilkinson – Shakespeare in Love

### Anni 2000
- 2000
  - Jude Law - Il talento di Mr. Ripley (The Talented Mr. Ripley)
  - Wes Bentley – American Beauty
  - Michael Caine – Le regole della casa del sidro (The Cider House Rules)
  - Rhys Ifans – Notting Hill
  - Timothy Spall – Topsy-Turvy - Sotto-sopra (Topsy-Turvy)
- 2001
  - Benicio del Toro - Traffic
  - Albert Finney – Erin Brockovich - Forte come la verità (Erin Brockovich)
  - Gary Lewis – Billy Elliot
  - Joaquin Phoenix – Il gladiatore (Gladiator)
  - Oliver Reed – Il gladiatore (Gladiator)
- 2002
  - Jim Broadbent - Moulin Rouge!
  - Hugh Bonneville – Iris - Un amore vero (Iris)
  - Robbie Coltrane – Harry Potter e la pietra filosofale (Harry Potter and the Philosopher's Stone)
  - Colin Firth – Il diario di Bridget Jones (Bridget Jones's Diary)
  - Eddie Murphy – Shrek
- 2003
  - Christopher Walken - Prova a prendermi (Catch Me If You Can)
  - Chris Cooper – Il ladro di orchidee (Adaptation.)
  - Ed Harris – The Hours
  - Alfred Molina – Frida
  - Paul Newman – Era mio padre (Road to Perdition)
- 2004
  - Bill Nighy - Love Actually - L'amore davvero (Love Actually)
  - Paul Bettany – Master & Commander - Sfida ai confini del mare (Master and Commander)
  - Albert Finney – Big Fish - Le storie di una vita incredibile (Big Fish)
  - Ian McKellen – Il Signore degli Anelli - Il ritorno del re (The Lord of the Rings: The Return of the King)
  - Tim Robbins – Mystic River
- 2005
  - Clive Owen - Closer
  - Alan Alda – The Aviator
  - Philip Davis – Il segreto di Vera Drake (Vera Drake)
  - Rodrigo de la Serna – I diari della motocicletta (Diarios de motocicleta)
  - Jamie Foxx – Collateral
- 2006
  - Jake Gyllenhaal - I segreti di Brokeback Mountain (Brokeback Mountain)
  - Don Cheadle – Crash - Contatto fisico (Crash)
  - George Clooney – Good Night, and Good Luck.
  - George Clooney – Syriana
  - Matt Dillon – Crash - Contatto fisico (Crash)
- 2007
  - Alan Arkin - Little Miss Sunshine
  - James McAvoy – L'ultimo re di Scozia (The Last King of Scotland)
  - Jack Nicholson – The Departed - Il bene e il male  (The Departed)
  - Leslie Phillips – Venus 
  - Michael Sheen – The Queen - La regina (The Queen)
- 2008
  - Javier Bardem - Non è un paese per vecchi (No Country for Old Men)
  - Paul Dano – Il petroliere (There Will Be Blood)
  - Tommy Lee Jones – Non è un paese per vecchi (No Country for Old Men)
  - Philip Seymour Hoffman – La guerra di Charlie Wilson (Charlie Wilson's War)
  - Tom Wilkinson – Michael Clayton
- 2009
  - Heath Ledger - Il cavaliere oscuro (The Dark Night)
  - Robert Downey Jr. - Tropic Thunder
  - Brendan Gleeson - In Bruges - La coscienza dell'assassino (In Bruges)
  - Philip Seymour Hoffman - Il dubbio (Doubt)
  - Brad Pitt - Burn After Reading - A prova di spia (Burn After Reading)

### Anni 2010
- 2010
  - Christoph Waltz - Bastardi senza gloria (Inglorious Bastards)
  - Alec Baldwin – È complicato (It's Complicated)
  - Christian McKay – Me and Orson Welles
  - Alfred Molina – An Education
  - Stanley Tucci – Amabili resti (Lovely Bones)
- 2011
  - Geoffrey Rush - Il discorso del re (The King's Speech)
  - Christian Bale – The Fighter
  - Andrew Garfield – The Social Network
  - Pete Postlethwaite – The Town
  - Mark Ruffalo – I ragazzi stanno bene (The Kids Are All Right)
- 2012
  - Christopher Plummer - Beginners
  - Kenneth Branagh – Marilyn  (My Week with Marilyn)
  - Jim Broadbent – The Iron Lady
  - Jonah Hill – L'arte di vincere  (Moneyball)
  - Philip Seymour Hoffman – Le idi di marzo  (The Ides of March)
- 2013
  - Christoph Waltz - Django Unchained
  - Alan Arkin - Argo 
  - Javier Bardem – Skyfall
  - Philip Seymour Hoffman – The Master
  - Tommy Lee Jones – Lincoln
- 2014
  - Barkhad Abdi - Captain Phillips - Attacco in mare aperto (Captain Phillips)
  - Bradley Cooper - American Hustle - L'apparenza inganna (American Hustle)
  - Daniel Brühl - Rush
  - Matt Damon - Dietro i candelabri (Behind the Candelabra)
  - Michael Fassbender - 12 anni schiavo (12 Years a Slave)
- 2015
  - J. K. Simmons – Whiplash
  - Edward Norton – Birdman
  - Ethan Hawke – Boyhood
  - Mark Ruffalo – Foxcatcher - Una storia americana (Foxcatcher)
  - Steve Carell – Foxcatcher - Una storia americana (Foxcatcher)
- 2016
  - Mark Rylance – Il ponte delle spie (Bridge of Spies)
  - Benicio del Toro – Sicario
  - Christian Bale – La grande scommessa (The Big Short)
  - Idris Elba – Beasts of No Nation
  - Mark Ruffalo – Il caso Spotlight (Spotlight)
- 2017
  - Dev Patel – Lion - La strada verso casa (Lion)
  - Mahershala Ali – Moonlight
  - Jeff Bridges – Hell or High Water
  - Hugh Grant – Florence (Florence Foster Jenkins)
  - Aaron Taylor-Johnson – Animali notturni (Nocturnal Animals)
- 2018
  - Sam Rockwell – Tre manifesti a Ebbing, Missouri (Three Billboards Outside Ebbing, Missouri)
  - Willem Dafoe – Un sogno chiamato Florida (The Florida Project)
  - Hugh Grant – Paddington 2
  - Woody Harrelson – Tre manifesti a Ebbing, Missouri (Three Billboards Outside Ebbing, Missouri)
  - Christopher Plummer – Tutti i soldi del mondo (All the Money in the World)
- 2019
  - Mahershala Ali - Green Book
  - Timothée Chalamet - Beautiful Boy
  - Adam Driver - BlacKkKlansman
  - Richard E. Grant - Copia originale (Can You Ever Forgive Me?)
  - Sam Rockwell - Vice - L'uomo nell'ombra (Vice)

### Anni 2020
- 2020
  - Brad Pitt - C'era una volta a... Hollywood (Once Upon a Time... in Hollywood)
  - Tom Hanks - Un amico straordinario (A Beautiful Boy in the Neighborhood)
  - Anthony Hopkins - I due papi (The Two Popes)
  - Al Pacino - The Irishman
  - Joe Pesci - The Irishman
- 2021
  - Daniel Kaluuya – Judas and the Black Messiah
  - Barry Keoghan – L'ombra della violenza (Calm with Horses)
  - Alan Kim – Minari
  - Leslie Odom Jr. – Quella notte a Miami... (One night in Miami...)
  - Clarke Peters – Da 5 Bloods - Come fratelli (Da 5 Bloods)
  - Paul Raci – Sound of Metal
- 2022[2]
  - Troy Kotsur – I segni del cuore (CODA)
  - Ciarán Hinds – Belfast
  - Mike Faist – West Side Story
  - Woody Norman – C'mon C'mon
  - Jesse Plemons – Il potere del cane (The Power of the Dog)
  - Kodi Smit-McPhee – Il potere del cane (The Power of the Dog)
- 2023[3]
  - Barry Keoghan – Gli spiriti dell'isola (The Banshees of Inisherin)
  - Brendan Gleeson – Gli spiriti dell'isola (The Banshees of Inisherin)
  - Ke Huy Quan – Everything Everywhere All at Once
  - Eddie Redmayne – The Good Nurse
  - Albrecht Schuch – Niente di nuovo sul fronte occidentale (Im Westen nichts Neues)
  - Micheal Ward – Empire of Light
- 2024[4]
  - Robert Downey Jr. – Oppenheimer
  - Robert De Niro – Killers of the Flower Moon
  - Jacob Elordi – Saltburn
  - Ryan Gosling – Barbie
  - Paul Mescal – Estranei (All of Us Strangers)
  - Dominic Sessa – The Holdovers - Lezioni di vita (The Holdovers)
- 2025[5]
  - Kieran Culkin - A Real Pain
  - Yura Borisov - Anora
  - Clarence Maclin - Sing Sing
  - Edward Norton - A Complete Unknown
  - Guy Pearce - The Brutalist
  - Jeremy Strong - The Apprentice - Alle origini di Trump (The Apprentice)